# Hargesheim
Hargesheim település Németországban, Rajna-vidék-Pfalz tartományban. Lakosainak száma 2923 fő (2023. december 31.).

## Népesség
A település népességének változása:
| Lakosok száma | 2428 | 2899 | 2919 | 2919 | 2929 | 2923 |
|               | 1975 | 2017 | 2019 | 2021 | 2022 | 2023 |